# Maja Nilsson (friidrottare)
Maja Helena Nilsson, född 8 december 1999 i Motala, är en svensk friidrottare som tävlar i höjdhopp.

## Ungdomskarriär
Nilsson fick sin första internationella erfarenhet på European Youth Olympic Festival (EYOF) 2015 i Tbilisi där hon tog silver i höjdhopp med ett hopp på 1,80 meter. Året därpå, återigen i Tbilisi, vann hon U17-EM i friidrott 2016 med ett hopp på 1,82 meter. Nilsson fick mer internationell erfarenhet vid U20-VM i Tammerfors 2018 – och vid U23-EM i friidrott i Gävle 2019. 2021 vann hon en silvermedalj i U23-EM.

## Seniorkarriär
2021 blev Nilsson svensk höjdhoppsmästare inomhus. 30 juni 2021 på lag-SM hoppade hon 1,96 meter och klarade OS-kvalgränsen och fick en plats i svenska OS-laget  i Tokyo. Hon tog sig vidare till höjdhoppsfinalen genom att i kvalet klara 1,95 m i sitt tredje hopp. I höjdhoppsfinalen i OS slutade hon på 13:e plats efter att ha rivit ut sig på 1,89 m.
I februari 2022 vid inomhus-SM tog Nilsson sitt andra raka guld i höjdhopp med ett hopp på 1,88 meter.
Hennes sista tävling blev SM 2024 i Uddevalla där hon tog guld. Hon har även representerat Sverige under OS, VM och EM.